# 恐犬症
恐犬症是一種動物恐懼症，此類患者會恐懼狗以及其他犬科動物。恐犬症患者除了害怕活狗，他們看到狗的照片或影片也會感到害怕。  他們還會刻意遠離狗經常出沒的地方，例如公園以及養狗的人家。  有些患者看到狗後會出現心悸、出汗、顫抖，呼吸困難，想要逃跑，暈厥、頭暈、口乾、噁心以及其他多種症狀。